# Harry Maguire
Jacob Harry Maguire (n. 5 martie 1993, Sheffield, Anglia, Regatul Unit) este un fotbalist britanic, care joacă pe post de fundaș central la Manchester United în Premier League. Pe plan internațional, are prezențe la națională pentru Anglia U-21⁠(d) și Anglia.

## Goluri internaționale
| Nr. | Data              | Loc                                        | Selecție | Oponent           | Scor | Rezultat | Competiție                                        | Ref.   |
| --- | ----------------- | ------------------------------------------ | -------- | ----------------- | ---- | -------- | ------------------------------------------------- | ------ |
| 1   | 7 iulie 2018      | Cosmos Arena, Samara, Rusia                | 10       | Suedia            | 1–0  | 2–0      | Campionatul Mondial de Fotbal 2018                | [ 5 ]  |
| 2   | 12 noiembrie 2020 | Wembley Stadium, Londra, Anglia            | 29       | Republica Irlanda | 1–0  | 3–0      | Meci amical                                       | [ 6 ]  |
| 3   | 31 martie 2021    | Wembley Stadium, Londra, Anglia            | 32       | Polonia           | 2–1  | 2–1      | Calificările pentru Campionatul Mondial FIFA 2022 | [ 7 ]  |
| 4   | 3 iulie 2021      | Stadio Olimpico, Roma, Italia              | 35       | Ucraina           | 2–0  | 4–0      | UEFA Euro 2020                                    | [ 8 ]  |
| 5   | 2 septembrie 2021 | Puskás Aréna, Budapesta, Ungaria           | 38       | Ungaria           | 3–0  | 4–0      | Calificările pentru Campionatul Mondial FIFA 2022 | [ 9 ]  |
| 6   | 12 noiembrie 2021 | Wembley Stadium, Londra, Anglia            | 40       | Albania           | 1–0  | 5–0      | Calificările pentru Campionatul Mondial FIFA 2022 | [ 10 ] |
| 7   | 15 noiembrie 2021 | San Marino Stadium, Serravalle, San Marino | 41       | San Marino        | 1–0  | 10–0     | Calificările pentru Campionatul Mondial FIFA 2022 | [ 11 ] |

## Titluri
Hull City
- Football League Championship play-offs: 2015–16[12]

Individual
- PFA Team of the Year: 2011–12 League One,[13] 2012–13 League One,[14] 2013–14 League One[15]
- Football League Young Player of the Month: August 2011[16]
- Sheffield United Player of the Year: 2011–12,[17] 2012–13,[18] 2013–14[19]
- Sheffield United Young Player of the Year: 2011–12[17]
- Hull City Fans' Player of the Year: 2016–17[20]
- Hull City Players' Player of the Year: 2016–17[20]
- Leicester City Player of the Season: 2017–18
- Leicester City Players' Player of the Season: 2017–18